# 佐々宗淳
佐々 宗淳（さっさ むねきよ、寛永17年5月5日〈1640年6月24日〉 - 元禄11年6月3日〈1698年7月10日〉）は、江戸時代前期の僧、儒学者。号は十竹（じっちく）、字は子朴（しぼく）、幼名は島介、通称は介三郎（すけさぶろう）。
水戸藩主徳川光圀に仕えた。物語『水戸黄門』に登場する佐々木助三郎のモデルとされている。

## 生涯
父は佐々直尚、母は大木兼能の娘。自伝によると兄4人、姉1人、弟2人がいた。戦国武将・佐々成政の実姉の曾孫にあたる。父の直尚は、はじめ熊本の加藤氏、寛永に讃岐に移って生駒高俊に仕えた。しかし、生駒騒動が起きると直尚の一家も讃岐を立ち退くこととなり、その途上、瀬戸内の一小島で生まれた。そのため、幼名は島介といった。その後、父は大和の宇陀松山藩の織田高長に仕え、少年期は宇陀で過ごした。
承応3年（1654年）15歳のときに京の臨済宗妙心寺の僧となり、「祖淳」と号した。妙心寺において『本朝高僧伝』等を著した仏教史家の卍元師蛮に師事した。後に隠元隆琦にも学び、多武峰や高野山、比叡山に赴くなどその他の宗派も積極的に修行した。しかし、「父母兄弟が殺されても復讐してはならない」とする梵網経の一節を読んで仏教に疑問を持ち、密かに論語を読み儒学に傾倒するようになった。
延宝元年（1673年）、34歳のとき還俗。江戸に出て翌延宝2年9月、水戸藩に仕官し進物番兼史館編修となる。宗淳の和歌「立ちよれば花の木かげも仮の宿に心とむなと吹くあらしかな」を徳川光圀が賞し召抱えたという。延宝6年4月、史館勤務は元の通りに小納戸役となり、12月200石が給せられた。天和元年（1681年）加増されて300石となる。光圀はその大胆さと見識を愛して側近として用いた。
光圀のもとで『大日本史』の編纂に携わった彰考館史臣の中心人物の一人であり、とりわけ史料収集に多く派遣された。これは京や奈良に関わり深い経歴にもよるものでもあるが、各地を歴訪して古典・文書を探索し、その真偽を鑑定する学力を有しているとされたためである。特に延宝8年（1680年）の「高野山文書」、天和元年（1681年）の「東大寺文書」の調査は、古文書研究の上でも後世に大きく貢献することとなった。また那須国造碑の修復と調査、楠公碑の建立の現地監督を行なった。
元禄元年（1688年）、史館総裁に任ぜられる。元禄9年（1696年）、史館総裁を辞任。その後は西山荘の光圀に近侍し、近くの不老沢に居を構えた。
元禄11年（1698年）、不老沢の宅にて死去。享年59（満58歳没）。なお、物語『水戸黄門』の渥美格之進（格さん）のモデルとなった安積澹泊（安積覚兵衛澹泊）とは彰考館の同僚であり、佐々宗淳の墓碑文で安積澹泊は「友人」として「おおらかで正直、細かいことにこだわらない」「よく酒を飲む」などといった人物像を記している。
明治40年（1907年）11月15日、明治政府より贈従四位。

## 主な史料採訪
- 延宝6年（1678年） - 京都・奈良方面派遣
- 延宝8年（1680年） - 京都・奈良・吉野・高野山・熊野・河内方面派遣
- 天和元年（1681年） - 京都・奈良・醍醐方面派遣
- 天和3年（1683年） - 須賀川（福島）の相楽家結城文書の調査
- 貞享2年（1685年） - 九州・中国・北陸方面派遣
- 貞享4年（1687年） - 那須国造碑の調査を命ぜられる
- 元禄4年（1691年） - 那須国造碑修復工事の総指揮を命ぜられる
- 元禄5年（1692年） - 那須の車塚（上侍塚古墳・下侍塚古墳）の発掘調査を行う。湊川楠公碑建立の現場監督に派遣、併せて史料採訪
- 元禄6年（1693年） - 前年に引き続き京都・奈良方面史料採訪

## 子孫
- 二女があったが男子なく、兄宗信の子・宗立を養子に迎えて跡を継がせたが、その宗立も男子なく宝永元年（1704年）に30歳で死去したため、直系の家系は嗣絶した。
- 同族の子孫に佐々友房、佐々弘雄、佐々淳行がいる。

## 墓所
- 茨城県常陸太田市増井町・正宗寺（墓碑文は安積澹泊による）